# Vincenzo D’Angelo
Vincenzo „Enzo“ D’Angelo (* 22. Januar 1951 in Bacoli; † 6. Februar 2008 in Villejuif, Frankreich) war ein italienischer Wasserballspieler. Mit der italienischen Nationalmannschaft wurde er Olympiazweiter 1976 und Weltmeisterschaftsdritter 1975.

## Sportliche Karriere
Der 1,86 Meter große Vincenzo D’Angelo spielte bei Circolo Canottieri in Neapel.
Sein erstes großes Turnier als Nationalspieler war die Weltmeisterschaft 1973 in Belgrad. Die italienische Mannschaft erreichte die Runde der besten sechs Mannschaften und belegte dann den vierten Platz hinter den Mannschaften aus Ungarn, der Sowjetunion und Jugoslawien. D’Angelo warf eins der beiden italienischen Tore beim 2:6 gegen die Mannschaft aus der Sowjetunion. Zwei Jahre später qualifizierten sich die Italiener bei der Weltmeisterschaft 1975 in Cali durch einen zweiten Platz in der Zwischenrunde für die Spiele um die Medaillen. Dort belegten die Italiener den dritten Platz hinter den Mannschaften aus der Sowjetunion und aus Ungarn. Einen Monat später siegte D’Angelo mit der italienischen Mannschaft bei den Mittelmeerspielen in Algier vor den Jugoslawen und den Spaniern. 1976 fanden die Olympischen Spiele in Montreal statt. Die Italiener gewannen ihre Vorrundengruppe und erreichten in der Hauptrunde zwei Siege sowie zwei Unentschieden und verloren gegen die Ungarn. Damit gewannen die Ungarn die Goldmedaille vor den Italienern, die gegenüber den Niederländern das bessere Torverhältnis aufwiesen. D’Angelo wirkte in allen acht Spielen mit und erzielte drei Tore.
1978 beim Gewinn des Weltmeistertitels war D’Angelo nicht Mitglied des italienischen Teams. 1979 bei den Mittelmeerspielen in Split gehörte er zur Mannschaft, die den zweiten Platz hinter den Jugoslawen belegte. 1980 bei den Olympischen Spielen in Moskau nahm die italienische Mannschaft zwar teil, aber ohne Angehörige der Streitkräfte und der Polizei. In der Vorrunde gewannen die Italiener kein Spiel, in den Platzierungsspielen wurden sie Achte hinter den Australiern. D’Angelo war in allen acht Spielen dabei und warf vier Treffer. Vier Jahre später kehrte D’Angelo noch einmal ins Nationalteam zurück. Bei den Olympischen Spielen in Los Angeles verfehlten die Italiener die Finalrunde wegen der gegenüber den Australiern schlechteren Tordifferenz und belegten dann den siebten Platz. D’Angelo bestritt alle sieben Spiele und konnte sechs Tore beisteuern.